# فرانسین انایونسابا
فرانسین انایونسابا (انگلیسی: Francine Niyonsaba؛ زادهٔ ۵ مهٔ ۱۹۹۳) ورزشکار دو و میدانی زن رشته دونده دو نیمه‌استقامت اهل بوروندی است که در بازی‌های المپیک تابستانی، مسابقات جهانی دو و میدانی، مسابقات دو و میدانی داخل سالن جهان و مسابقات قهرمانی آفریقا در رشته دو ۸۰۰ متر در مجموع برندهٔ ۳ مدال طلا و ۳ مدال نقره شده‌است.